# Vuelta a España 1988
Die 43. Vuelta a España wurde in 21 Abschnitten und 3440 Kilometern vom 25. April bis zum 15. Mai 1988 ausgetragen. Der Gewinner war der Ire Sean Kelly, die Punktwertung gewann sowie die Kombinationswertung gingen ebenfalls an Sean Kelly, die Bergwertung gewann Álvaro Pino. Miguel Ángel Iglesias siegte in der Meta Volantes-Wertung, José Enrique Carrera in der Sprint Especiales-Wertung, Carlos Muñiz in der Nachwuchswertung und das Team BH Sport in der Mannschaftswertung.

## Etappen
| Etappe | von                        | nach                       | km         | Gewinner                 | Maillot amarillo  |
| ------ | -------------------------- | -------------------------- | ---------- | ------------------------ | ----------------- |
| Prolog | Santa Cruz de Tenerife     | Santa Cruz de Tenerife     | 17,4 (EZF) | Ettore Pastorelli        | Ettore Pastorelli |
| 1      | San Cristóbal de La Laguna | Santa Cruz de Tenerife     | 210        | Iñaki Gastón             | Laudelino Cubino  |
| 2      | Telde                      | Las Palmas de Gran Canaria | 34 (MZF)   | BH Sport                 | Laudelino Cubino  |
| 3      | Alcalá del Río             | Badajoz                    | 210        | Mathieu Hermans          | Laudelino Cubino  |
| 4      | Badajoz                    | Béjar                      | 234        | Francisco Navarro Fuster | Laudelino Cubino  |
| 5      | Béjar                      | Valladolid                 | 202        | Mathieu Hermans          | Laudelino Cubino  |
| 6      | Valladolid                 | León                       | 160        | Mathieu Hermans          | Laudelino Cubino  |
| 7      | León                       | Valgrande-Pajares          | 176,7      | Álvaro Pino              | Laudelino Cubino  |
| 8      | Oviedo                     | Alto del Naranco           | 6,8 (EZF)  | Álvaro Pino              | Laudelino Cubino  |
| 9      | Oviedo                     | Santander                  | 197,3      | Mathieu Hermans          | Laudelino Cubino  |
| 10     | Santander                  | Valdezcaray                | 217,2      | Sean Kelly               | Laudelino Cubino  |
| 11     | Logroño                    | Jaca                       | 197,5      | Sean Yates               | Laudelino Cubino  |
| 12     | Jaca                       | Aramón Cerler              | 178,2      | Fabio Parra              | Laudelino Cubino  |
| 13     | Benasque                   | Andorra (AND)              | 190,3      | Iñaki Gastón             | Laudelino Cubino  |
| 14     | La Seu d’Urgell            | Sant Quirze del Vallès     | 166        | Johnny Weltz             | Laudelino Cubino  |
| 15     | Valencia                   | Albacete                   | 192        | Mathieu Hermans          | Anselmo Fuerte    |
| 16     | Albacete                   | Toledo                     | 244,4      | Malcolm Elliott          | Anselmo Fuerte    |
| 17     | Toledo                     | Ávila                      | 212,5      | Juan Martínez Oliver     | Anselmo Fuerte    |
| 18     | Ávila                      | Palazuelos de Eresma       | 150        | Ángel Ocaña              | Anselmo Fuerte    |
| 19     | Las Rozas de Madrid        | Collado Villalba           | 30 (EZF)   | Sean Kelly               | Sean Kelly        |
| 20     | Collado Villalba           | Madrid                     | 202        | Mathieu Hermans          | Sean Kelly        |

## Endstände
| Sieger                     | Sean Kelly            | 89:19:23 h  |
| Zweiter                    | Reimund Dietzen       | + 1:27 min  |
| Dritter                    | Anselmo Fuerte        | + 1:29 min  |
| Vierter                    | Laudelino Cubino      | + 2:17 min  |
| Fünfter                    | Fabio Parra           | + 2:25 min  |
| Sechster                   | Robert Millar         | + 3:22 min  |
| Siebter                    | Jesús Blanco Villar   | + 8:19 min  |
| Achter                     | Álvaro Pino           | + 8:25 min  |
| Neunter                    | Eddy Schepers         | + 9:45 min  |
| Zehnter                    | Roberto Córdoba       | + 10:28 min |
| Punktewertung              | Sean Kelly            | 248 P.      |
| Zweiter                    | Mathieu Hermans       | 166 P.      |
| Dritter                    | Benny Van Brabant     | 138 P.      |
| Bergwertung                | Álvaro Pino           | 100 P.      |
| Zweiter                    | Anselmo Fuerte        | 62 P.       |
| Dritter                    | Sean Kelly            | 60 P.       |
| Meta Volantes-Wertung      | Miguel Ángel Iglesias | 19 P.       |
| Sprints Especiales-Wertung | José Enrique Carrera  |             |
| Nachwuchswertung           | Carlos Muñiz          | 90:05:07    |
| Kombinationswertung        | Sean Kelly            |             |
| Teamwertung                | BH Sport              | 267:55:02 h |